# Кёрнер, Эрнст Карл Ойген
Эрнст Карл Ойген Кёрнер (нем. Ernst Karl Eugen Körner; 3 ноября 1846, Мальборк — 30 июля 1927, Берлин) — немецкий художник, пейзажист и маринист.
Художественное образование получил в Берлине; много путешествовал. Работая масляными красками и акварелью, изображал виды посещённых им местностей сначала в манере Гильдебрандта, но затем стал заботиться столько же о рисунке, сколько и о передаче общего впечатления природы. Выбор точек зрения в его картинах в основном очень удачен, их колорит блестящ и гармоничен, освещение правдиво и эффектно. Этими качествами отличаются его виды Суэца (в Штеттинском музее), Константинополя и Золотого Рога, острова Капри, Баальбека, храма в Эдфу и др.

## Галерея

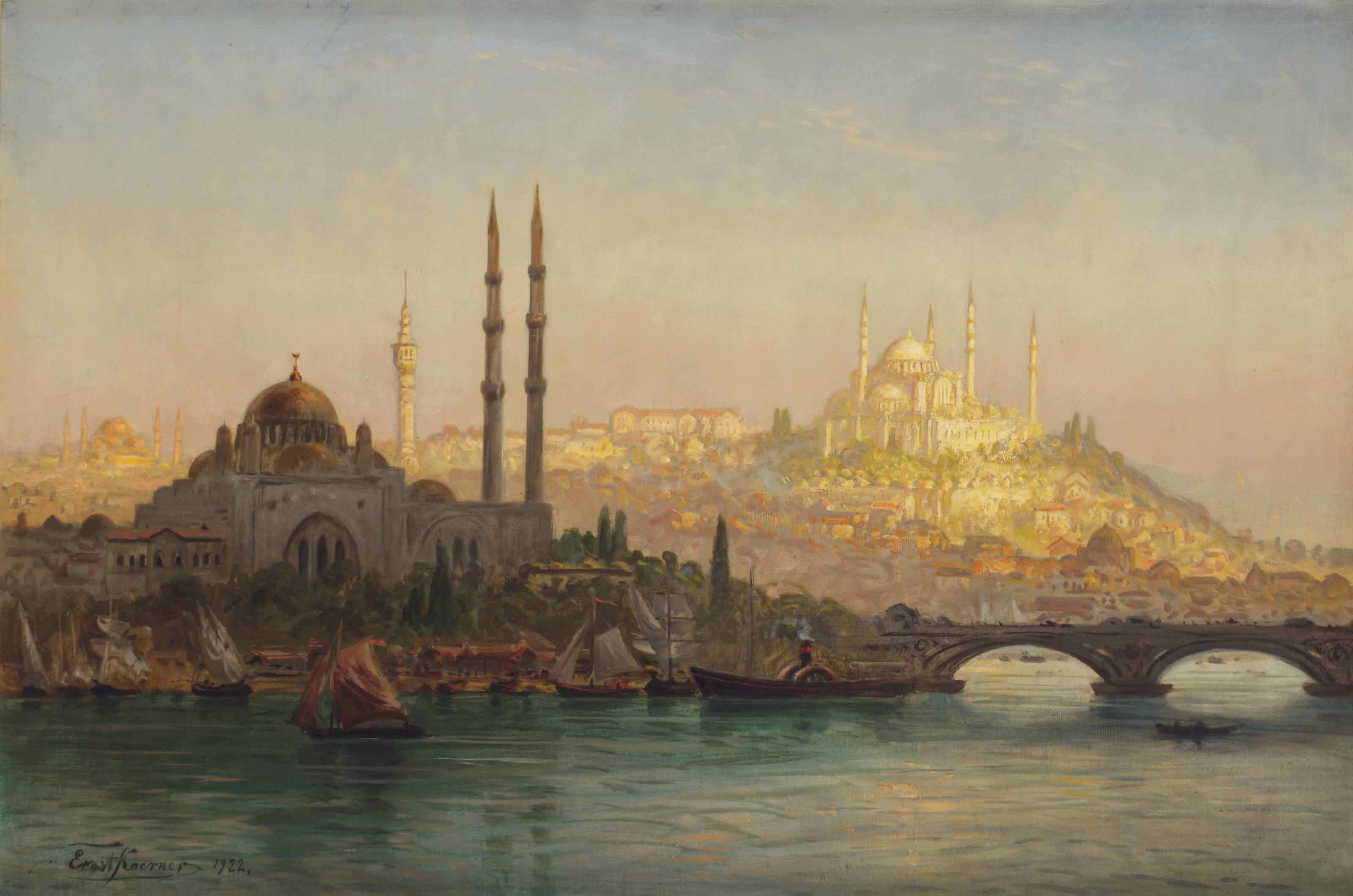
Стамбул у Золотого Рога, 1910.
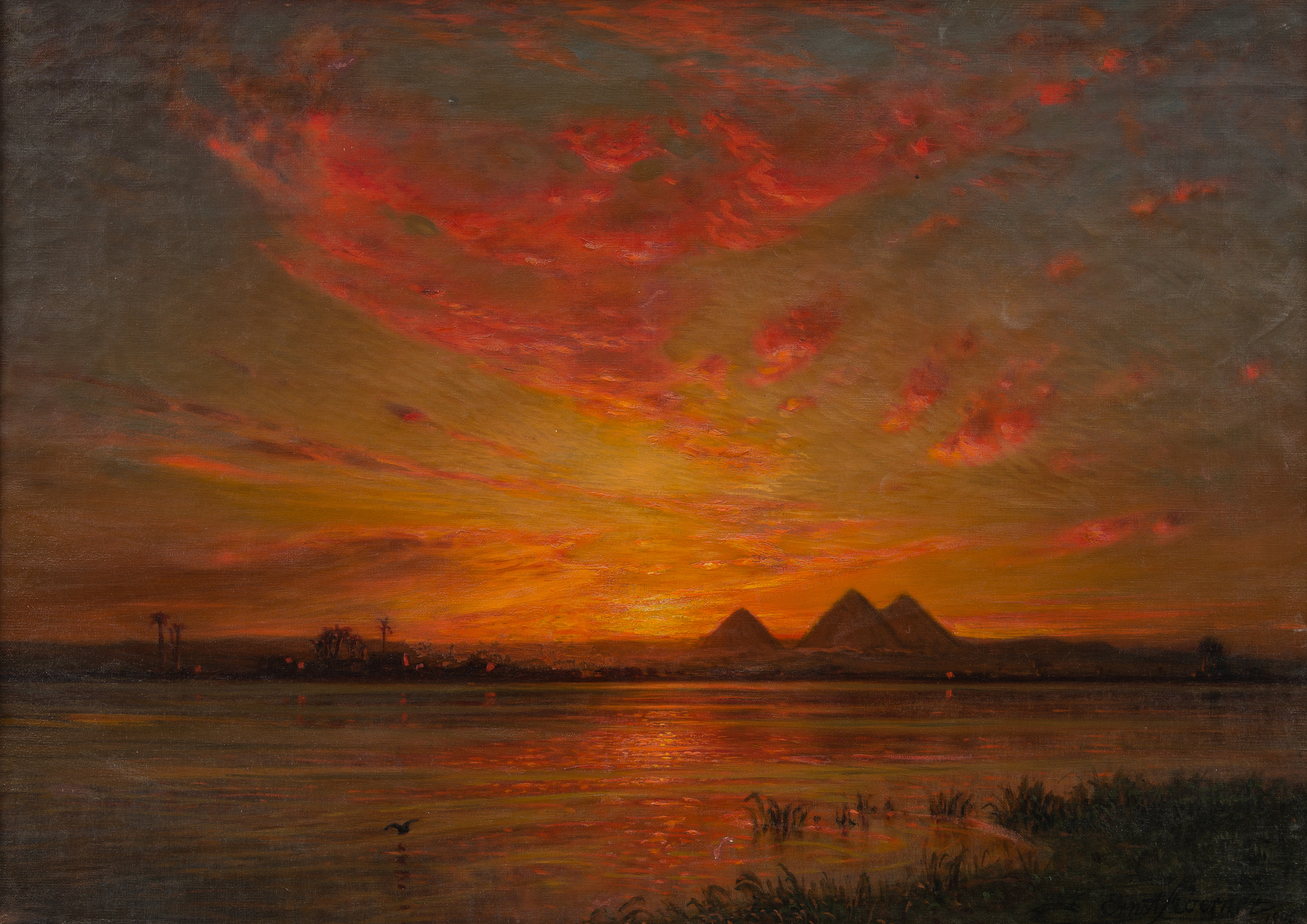
Закат на Ниле, 1906.
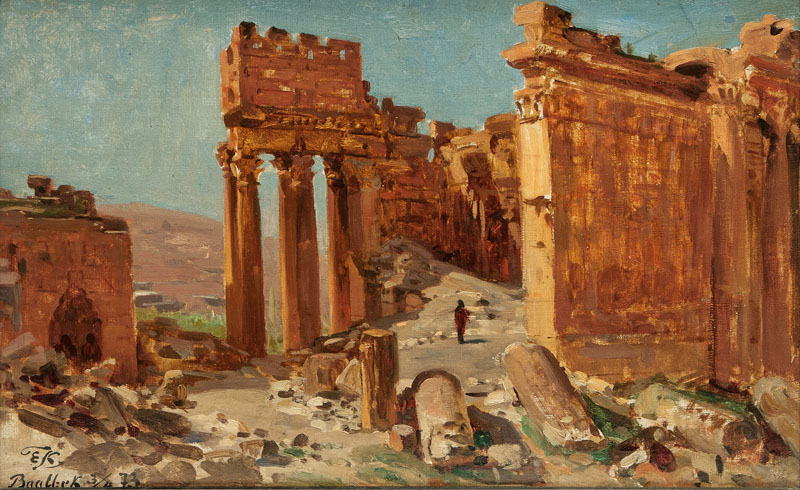
Храм в Баальбеке, Ливан, 1873.
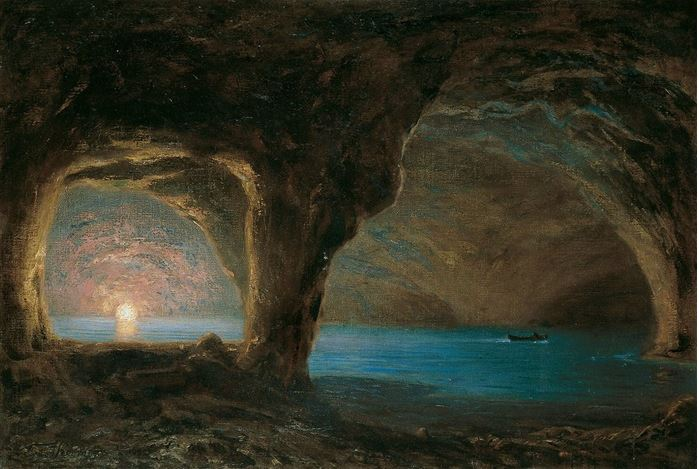
Остров Капри. Голубой грот, 1922.
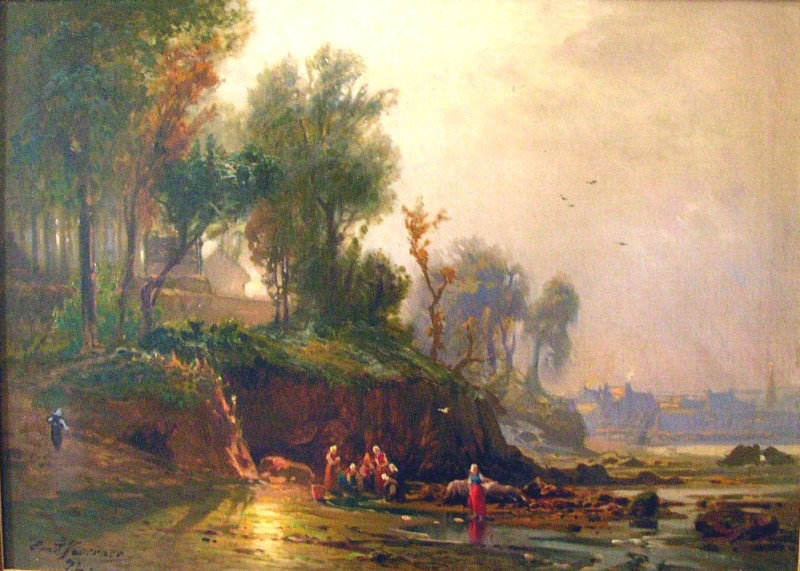
Речной ландшафт с прачками, 1872.
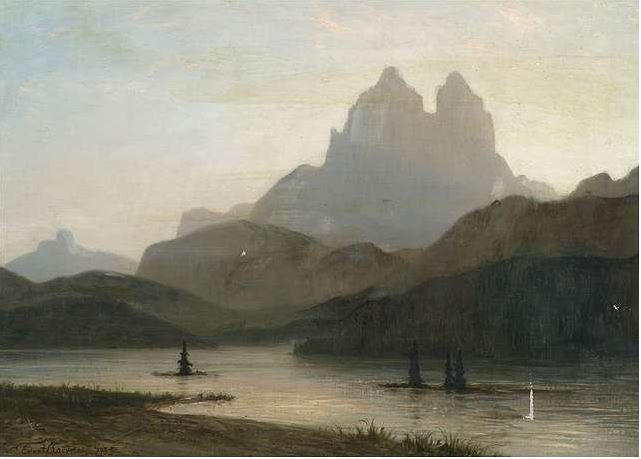
Озеро Мизурина, 1905.